# Machadoporites tantillus
Machadoporites  tantillus is een rifkoralensoort uit de familie van de Poritidae. De wetenschappelijke naam van de soort is voor het eerst geldig gepubliceerd in 2004 door Claereboudt & Al Amri.